# Missenhof
Missenhof ist ein Ortsteil der Gemeinde Weil im oberbayerischen Landkreis Landsberg am Lech.

## Geographie
Der Weiler liegt ca. 2 km nordöstlich von Weil, nahe dem Missengraben, einem Zufluss des Verlorenen Baches. Eine Verbindungsstraße führt zur Staatsstraße 2052.